# QtiPlot
QtiPlot es un programa informático multiplataforma para gráficos interactivos y análisis de datos. Es similar a los programas patentados Origin o SigmaPlot.
QtiPlot se puede utilizar para presentar datos 2D y 3D y tiene varias funciones de análisis de datos, como ajuste de curvas. El trazado de datos 3D se puede representar utilizando OpenGL utilizando las bibliotecas Qwt3D.
El programa también es extensible en gran medida a través del lenguaje de scripts muParser y Python, que permite agregar funciones arbitrarias definidas por el usuario con acceso a gráficos, matrices y tablas de datos.
Las versiones anteriores de QtiPlot hasta 0.9.8.9 fueron lanzadas bajo los términos de la Licencia Pública General de GNU (GPL) y están disponibles también como binarios para repositorios de distribución de Linux así como también para Windows.
Comenzando con la versión 0.9.9, el código fuente ya no está disponible para el autor. Los binarios compilados están disponibles para Microsoft Windows, varias distribuciones de Linux y Mac OS X; descargar binarios del sitio web del autor requiere la compra de un contrato de mantenimiento anual. Los archivos guardados por la versión 0.9.9 no pueden cargarse con la versión 0.9.8.

## Alternativas
- SciDAVis, bifurcado de QtiPlot en 2007
- LabPlot, otro clon de Origin
- Fityk, MagicPlot más centrado en ajuste de curvas
- Peak-o-mat, similar a Fityk
- HippoDraw, enfocado en gráficos
- Veusz, escrito en Pitón
- ParaView, para visualizar grandes conjuntos de datos
- gnuplot, programa de línea de comandos para parcelas bidimensionales y tridimensionales